# Cuphea ferrisiae
Cuphea ferrisiae är en fackelblomsväxtart som beskrevs av Bacigal.. Cuphea ferrisiae ingår i släktet blossblommor, och familjen fackelblomsväxter. Utöver nominatformen finns också underarten C. f. rosea.